# Šefik
Šefik je moško osebno ime.

## Druge oblike imena
- Moške oblike: Šefko
- Ženske oblike:Fika, Šefika, Šefka

## Izvor imena
Šefik je muslimansko ime, ki izhaja iz turškega imena  Sefik, to pa je nastalo iz arabske besede šäfiq, ki pomeni »nežen, ljubezniv, sočuten«.
Ime Šefik imajo v Sloveniji predvsem muslimanski priseljenci, ter njihovi potomci.

## Pogostost imena
Po podatkih Statističnega urada Republike Slovenije je bilo na dan 31. decembra 2007 v Sloveniji število moških oseb z imenom Šefik: 228. Med vsemi moškimi imeni pa je ime Šefik po pogostosti uporabe uvrščeno na 382 mesto.